# Rascló caragrís
El rascló caragrís (Canirallus oculeus) és una espècie d'ocell de la família dels ràl·lids (Rallidae) i única espècie del gènere Canirallus Bonaparte, 1856

## Hàbitat i distribució
Habita entre la vegetació de ribera d'Àfrica Occidental i Central a Guinea, Sierra Leone, Libèria, Costa d'Ivori, Ghana, Nigèria, Camerun, Guinea Equatorial, el Gabon, República del Congo, República Centreafricana i nord de la República Democràtica del Congo.

## Taxonomia
Al gènere Canirallus s'incloïen antany els membres de l'actual gènere Mentocrex. Aquests taxons van ser separats arran els treballs de Boast et al. 2019